# Reggenza di Banjarnegara
La reggenza di Banjarnegara (in indonesiano: Kabupaten Banjarnegara) è una reggenza dell'Indonesia, situata nella provincia di Giava Centrale.